# Nunila Echagüe
Úrsula Nunila Echagüe Ayala (Asunción, 21 ottobre 1941) è un'ex cestista paraguaiana.
È la sorella di Dionisia Echagüe.

## Carriera
Con il Paraguay ha disputato i Campionati mondiali del 1964 e ha vinto la medaglia d'oro ai Campionati sudamericani del 1962.